# Іляшовці
Ільяшовце (словац. Iliašovce) — село в окрузі Спішска Нова Вес Кошицького краю Словаччини. Площа села 13,49 км². Станом на 31 грудня 2015 року в селі проживало 969 жителів.

## Історія
Перші згадки про село датуються 1263 роком.

## Населення
| Рік:            | 1994. | 2004.   | 2014.   | 2024.   |
| --------------- | ----- | ------- | ------- | ------- |
| Кількість осіб: | 930   | 972     | 969     | 1011    |
| Різниця:        |       | +4,51 % | -0,30 % | +4,33 % |

| Рік:            | 2023. | 2024.   |
| --------------- | ----- | ------- |
| Кількість осіб: | 1012  | 1011    |
| Різниця:        |       | -0,09 % |